# Biała Woda (dopływ Złotnej)
Biała Woda (Srebrnik; Srebrny Potok; niem. Silber Bach) – górski potok, prawy dopływ Złotnej o długości 5,11 km.
Źródła potoku znajdują się pomiędzy Kopiną a Owczarką w Lasockim Grzbiecie. Płynie na wschód i północny wschód. W Jarkowicach wpada do Złotnej.

## Obiekty turystyczne przy potoku
W Dolinie Srebrnika znajduje się schronisko PTTK "Dolina Srebrnika". Potok przecinają dwa szlaki turystyczne, oba niebieskie:
- w dolnym biegu, w Jarkowicach - prowadzący z Jarkowic na Przełęcz Kowarską
- w górnym biegu - prowadzący z Lubawki na Przełęcz Okraj